# 梅扎内戈
梅扎内戈（義大利語：Mezzanego），是意大利热那亚省的一个市镇。总面积28.8平方公里，人口1628人，人口密度56.5人/平方公里（2009年）。ISTAT代码为010034。